# Jelena Mirosjina
Jelena Mirosjina (ryska: Елена Мирошина), född den 5 juni 1974 i Moskva och död den 18 december 1995 i Moskva, var en sovjetisk och därefter rysk simhoppare.
Hon tog OS-silver i höga hopp i samband med de olympiska simhoppstävlingarna 1992 i Barcelona.